# پسر زیبا (فیلم ۲۰۱۸)
پسر زیبا (انگلیسی: Beautiful Boy) یک فیلم زندگی‌نامه‌ای و درام آمریکایی محصول سال ۲۰۱۸ به کارگردانی فیلیکس ون گرینینگن از فیلمنامه‌ای از لوک دیویس و ون گرونینگن است که بر اساس خاطرات سال ۲۰۰۸ با عنوان «پسر زیبا: سفر یک پدر در اعتیاد پسرش» نوشته دیوید شف ساخته شده است. در این فیلم استیو کارل، تیموتی شالامی، مورا تیرنی و ایمی رایان ایفای نقش می‌کنند. در این فیلم، رابطه پدر و پسری بین دیوید شف (کارل) و نیک شف (شالامی) به دلیل اعتیاد نیک به مواد مخدر به‌طور فزاینده‌ای دچار تنش می‌شود.
«پسر زیبا» اولین فیلم بلند انگلیسی زبان ون گرونینگن است. این فیلم اولین نمایش جهانی خود را در جشنواره بین‌المللی فیلم تورنتو در ۷ سپتامبر ۲۰۱۸ تجربه کرد و در ۱۲ اکتبر ۲۰۱۸ توسط آمازون استودیوز در ایالات متحده اکران شد. این فیلم با فروش ۱۶ میلیون دلار با بودجه ۲۵ میلیون دلاری، در گیشه ناامیدکننده بود. با این حال، منتقدان به‌طور کلی نقدهای مثبتی از آن دریافت کردند که از بازی‌های کارل و شالامی تمجید کردند. شالامی به خاطر کارش، نامزد دریافت جوایز گلدن گلوب، انجمن بازیگران سینما، جوایز بفتا و جوایز منتخب منتقدان و موارد دیگر شد.

## خلاصه داستان
ماجرای این فیلم دربارهٔ پسری به نام نیک (تیموتی شالامی) است که به مواد مخدر اعتیاد داشته و ترک کرده و حالا پدرش (استیو کارل) چشم امیدش به او باز شده است.

## بازخوردها
- در سایت راتن تومیتوز، این فیلم بر اساس رای ۲۶۶ نقد منتقد، امتیاز مثبت ۶۸٪ و میانگین امتیاز ۶٫۵ از ۱۰ را کسب کرده است.[۷]
- در سایت متاکریتیک، فیلم بر اساس ۴۵ منتقد، میانگین امتیاز ۶۲ از ۱۰۰ را کسب کرده است که نشان‌دهنده «نقدهای عموماً مطلوب» است.[۸]